# أنطونيو هيرنانديز
أنطونيو هيرنانديز (بالإسبانية: Antonio Hernández)‏ هو كاتب سيناريو ومخرج وممثل إسباني، ولد في 1953 في إسبانيا.

## أعمال

### مسلسلات
- الأخوات الستة

## وصلات خارجية
- أنطونيو هيرنانديز على موقع IMDb (الإنجليزية)
- أنطونيو هيرنانديز على موقع ألو سيني (الفرنسية)
- أنطونيو هيرنانديز على موقع أول موفي (الإنجليزية)
- أنطونيو هيرنانديز على موقع قاعدة بيانات الفيلم (الإنجليزية)
- أنطونيو هيرنانديز على موقع كينوبويسك (الروسية)